# Håkan Lindquist
Gert Håkan Lindquist, född 28 mars 1958 i Oskarshamns församling i Kalmar län, död 15 december 2022 i Sankt Görans distrikt i Stockholm, var en svensk författare.

## Biografi
Lindquist debuterade 1993 med romanen Min bror och hans bror, en berättelse om tonåringen Jonas som försöker skapa sig en bild av sin döde bror Paul. Romanen är översatt till flera språk, senast till spanska och polska (våren 2012). År 2002 fick Lindquist det franska litteraturpriset Prix Littéraire de la Bordelaise de Lunetterie för den franska utgåvan av boken (Mon frère et son frère utgiven av Gaïa Éditions). 
Lindquist skrev också artiklar och recensioner i olika skandinaviska kulturtidskrifter samt noveller som publicerats i Sverige, Finland, Norge, Island, Frankrike, Tyskland, Ungern och USA. Han skrev librettot till B. Tommy Anderssons opera William, som hade  premiär i Vadstena sommaren 2006.
Lindquist gjorde även en del översättningar, bland annat lyrik av den brittiske poeten Robin Robertson och den polske poeten Tadeusz Dąbrowski. Tillsammans med Davy Prieur har han också översatt texter av den marockansk-franske författaren Abdellah Taïa till svenska, bland annat romanerna Une mélancolie arabe (Ett arabiskt vemod, Elisabeth Grate, 2012), L’armée du salut (Frälsningsarmén, Elisabeth Grate, 2013) och Le jour du Roi (Kungens dag, Elisabeth Grate, 2014)), Un pays pour mourir (Ett land att dö i, Elisabeth Grate, 2016), Celui qui est digne d'être aimé (Den som är värd att bli älskad, Elisabeth Grate, 2018), La vie lente (Det långsamma livet, Elisabeth Grate, 2020). Tillsammans med Davy Prieur har Lindquist också översatt romanen Je suis en vie et tu ne m’entends pas (Jag lever och du hör mig inte, Elisabeth Grate, 2020) av fransmannen Daniel Arsand. Lindquist har också översatt sina romaner Min bror och hans bror och Om att samla frimärken till engelska.
Han var bosatt i Stockholm och Berlin.

## Publicerade romaner
- 1993 - Min bror och hans bror, Rabén & Sjögren. Ny utgåva på Tidens förlag, 2002. E-bokutgåva, Telegram Förlag, 2013. Översatt till norska, danska, isländska, nederländska, franska, grekiska, ungerska, italienska, tyska, engelska, polska och spanska.
- 1996 - Dröm att leva, Rabén & Sjögren. E-bokutgåva Telegram Bokförlag, 2013. Berättelsen handlar om 18-årige Mikaels första sommar efter att hans pappa omkommit i en olyckshändelse. Översatt till isländska, danska och tyska.
- 2003 - Om att samla frimärken, Kabusa böcker. E-bokutgåva 2011. Pocketutgåva, augusti 2012. En berättelse om vänskapen mellan den medelålders enslingen Samuel och den tonårige Mattias. Översatt till franska, italienska, tyska och engelska.
- 2006 - I ett annat land, Kabusa böcker. E-bokutgåva Telegram Bokförlag 2013. Roman om den 14-årige flyktingpojken Aleks första tid i det lilla samhället Dalshed i Sverige efter att han tillsammans med föräldrar och en syster, har tvingats fly från ett krigsdrabbat europeiskt land. Översatt till danska och isländska.
- 2010 - Nära vatten, MEET, Frankrike. En tvåspråkig - svensk/fransk - novellsamling innehållande novellerna "Requiem", "Norrsken" och "Strandfynd". De franska översättningarna är gjorda av Philippe Bouquet.
- 2011 - Regn och åska, Charlie by Kabusa. Kärlekshistoria mellan två snart 17-åriga killar, Rein från Estland, och Oscar från Sverige. Romanen är översatt till tyska.
- 2013 - Requiem, Telegram Bokförlag. Novellsamling innehållande novellerna "Blixtpojken", "Requiem", "Norrsken" och "Strandfynd".
- 2013 - Tre dagar och två nätter, Telegram Bokförlag. Roman om en 17-årig kille, Guillaume, som tillbringar en annorlunda helg hos sin farfar. Berättelsen utspelar sig i en liten by i Frankrike.
- 2020 - Ariel tjugofyra/sju, Bokförlaget Opal. Ett tioårigt barn, Ariel, berättar om sin tuffa uppväxt i en miljö av missbruk och hemlöshet. och om det nya livet som alltmer börjar ta form. Berättelsen är också utgiven som ljudbok, inläst av författaren.